# 伯恩茅斯长亭剧院
长亭剧院（英文：Bournemouth Pavilion Theatre and Ballroom）是英国西南沿海城市伯恩茅斯的一座音乐厅。它于1929年开业，此后经过多次重新设计。

## 历史
1859年，伯恩茅斯花园伯恩茅斯花园的所有者批准在花园周边设立公共游乐场。到19世纪80年代，人们开始讨论建立固定娱乐场所的可能性。根据1892年《伯恩茅斯改进法案》，市议会获得2万英镑拨款，用于在花园内建造一座市立管弦乐队演奏亭。然而，这一计划遭到当地居民的强烈反对，他们认为设立持牌饮酒场所有违道德。直到1908年，花园内建造场馆的提案才最终获得批准，但施工屡遭推迟，直至第一次世界大战结束后才得以推进。 

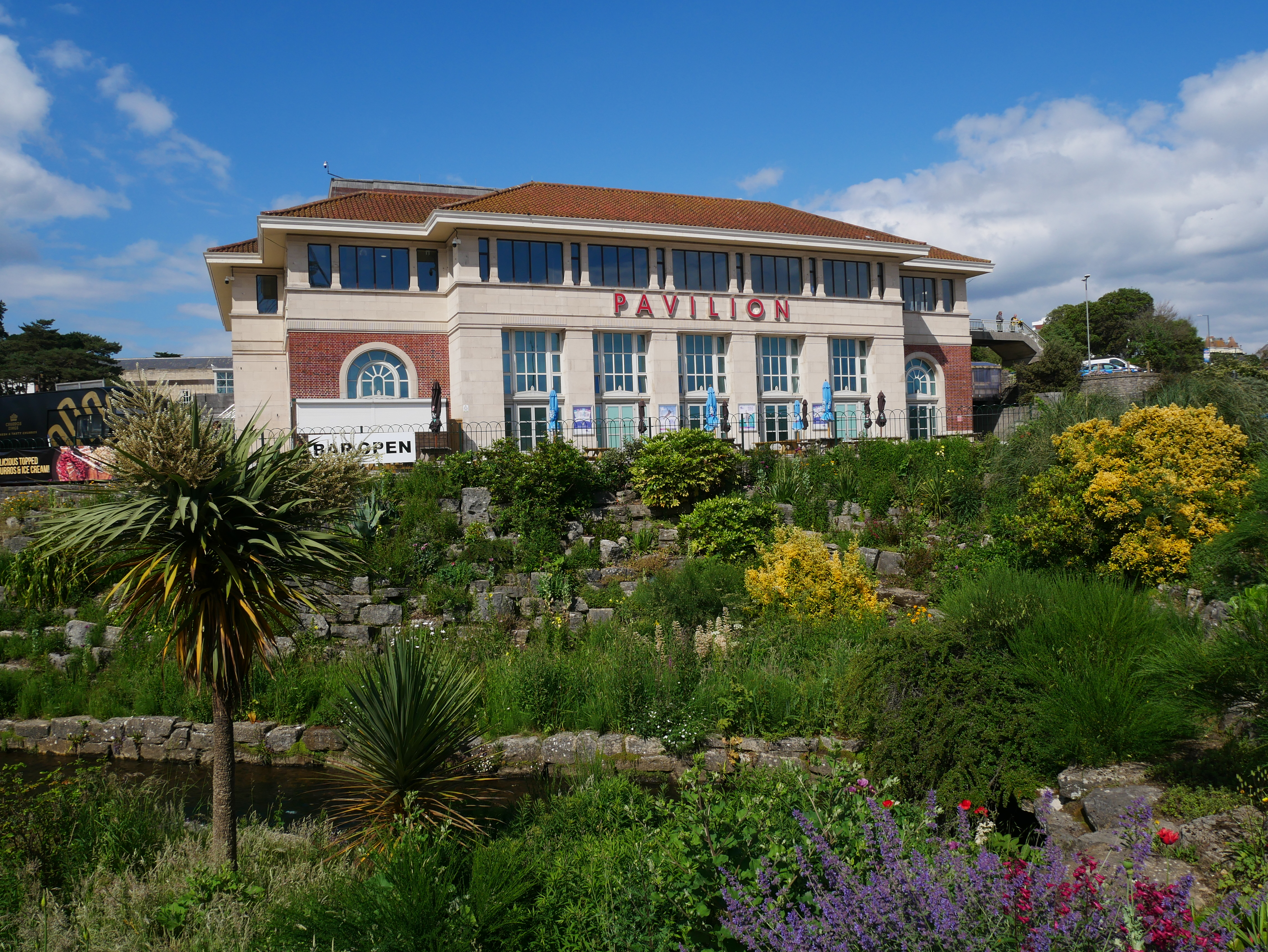
伯恩茅斯花园环绕的长亭剧院

20世纪20年代，乐队认为伯恩茅斯冬季花园已不再适合作为演出场地，并提议建造一座更宽敞的音乐厅。1923年，市议会举办音乐厅设计竞赛，由埃德温·库珀（Edwin Cooper）主持评选。最终，G Wyville Home和Shirley Knight的设计胜出，并由欧文·威廉姆斯（Owen Williams）担任顾问。1925年9月，音乐厅正式破土动工。1929年3月19日，该建筑由格洛斯特公爵揭幕，总耗资25万英镑。
20世纪30年代初，剧院重建后可容纳戏剧和管弦乐演出。1934年7月7日，剧院以《白马客栈》首演重新开放。20世纪50年代，建筑经历多次改建，包括在正门两侧加建两层楼。1975年，大厅西侧增设绿洲酒吧（Oasis Bar），但这一设计并不受欢迎。2007年，剧院启动耗资1200万英镑的修复工程，绿洲酒吧最终被拆除。 
该建筑于1998年1月19日被列为二级保护建筑。目前由伯恩茅斯、克赖斯特彻奇和普尔议会所有，并由BH Live运营，与其姊妹场馆伯恩茅斯国际中心共同管理。 
2019年，连尼·亨利抱怨称，展馆化妆室里的一张演员涂黑脸的历史照片过时、带有种族主义和冒犯性。展馆发言人已就此道歉。 